# Janet L. Jacobs
Pour les articles homonymes, voir Jacobs.
 (octobre 2020).
Janet Liebman Jacobs (née en 1948) est une sociologue américaine, spécialiste en matière de sexe et religion. Elle est l'auteur de six livres, dont Hidden Heritage: The Legacy of the Crypto-Jews, avec lequel elle a remporté le prix du livre de la Société pour l'étude scientifique de la religion,, et Memorializing the Holocaust: Gender, Genocide and Collective Memory.
Jacobs est actuellement professeur de sociologie et d'études des femmes et de l'égalité des sexes à l'université du Colorado.

## Publications
- Memorializing the Holocaust: Gender, Genocide and Collective Memory. I.B.Tauris. 2010.  (ISBN 978-0-85771-811-2).
- Hidden Heritage: The Legacy of the Crypto-Jews. University of California Press. 2002.  (ISBN 978-0-520-23346-1).
- Religion, Society and Psychoanalysis. Westview Press. 1997.
- William James: The Struggle for Life. Princeton University Monograph. 1995.  (ISBN 1882380029).
- Victimized Daughters: Incest and the Development of the Female Self. Routledge. 1994.  (ISBN 978-0-415-90626-5).
- Divine Disenchantment: Deconversion from New Religious Movements. Indiana University Press. 1989.  (ISBN 978-0253323965).